# Mompha luciferella
Mompha luciferella é uma espécie de mariposa do gênero Mompha pertencente à família Coleophoridae.